# USS Monterey (CVL-26)
USS Monterey (CVL-26) – lekki lotniskowiec floty amerykańskiej z czasów II wojny światowej należący do typu Independence.

## Historia
USS „Monterey” pierwotnie miał być lekkim krążownikiem typu Cleveland USS „Dayton” (CL-78) jednak w połowie marca 1942 roku stocznia w Camden otrzymała zlecenie na przebudowę krążownika na lotniskowiec. 31 marca 1942 roku zmieniono nazwę okrętu na „Monterey”. Pierwszym dowódcą jednostki był komandor Lestor T. Hundt. Po wcieleniu do służby 17 czerwca 1943 roku okręt udał się na Pacyfik. 9 listopada lotniskowiec przybył na Wyspy Gilberta, wziął udział w ostatniej fazie walk o Makin. Następnie 25 grudnia 1943 roku, wchodząc w skład Grupy Bojowej 37.2 (Task Group 37.2) brał udział w ataku na Kavieng, do 8 lutego 1944 roku wspierał lądowanie na Kwajalein i Eniwetok. Między lutym i lipcem 1944 roku, będąc w składzie Task Force 58, uczestniczył w rajdzie na Karoliny, Mariany, Nową Gwineę i wyspy Bonin. Podczas tych akcji samoloty z lotniskowca brały udział bitwie na Morzu Filipińskim. W lipcu okręt popłynął do Pearl Harbor na przegląd techniczny. 29 sierpnia wypłynął w kierunku Filipin. 3 września atakował cele na wyspie Wake a następnie wchodząc w skład Task Group 38, samoloty z okrętu brały udział w atakach na cele na południowych Filipinach i Wyspach Riukiu. Październik i grudzień 1944 roku „Monterey” spędził na Filipinach biorąc udział we wspieraniu lądowania piechoty morskiej na Leyte i Mindoro. Lotniskowiec miał szczęście podczas walk i nie został uszkodzony jednak to nie akcję bojowe miały przynieść największe straty. 18 grudnia 1944 roku „Monterey” razem z całą resztą floty admirała Halseya znalazł się na drodze tajfunu Cobra, który z prędkością 220 km/h uderzył na siły Task Group 38.

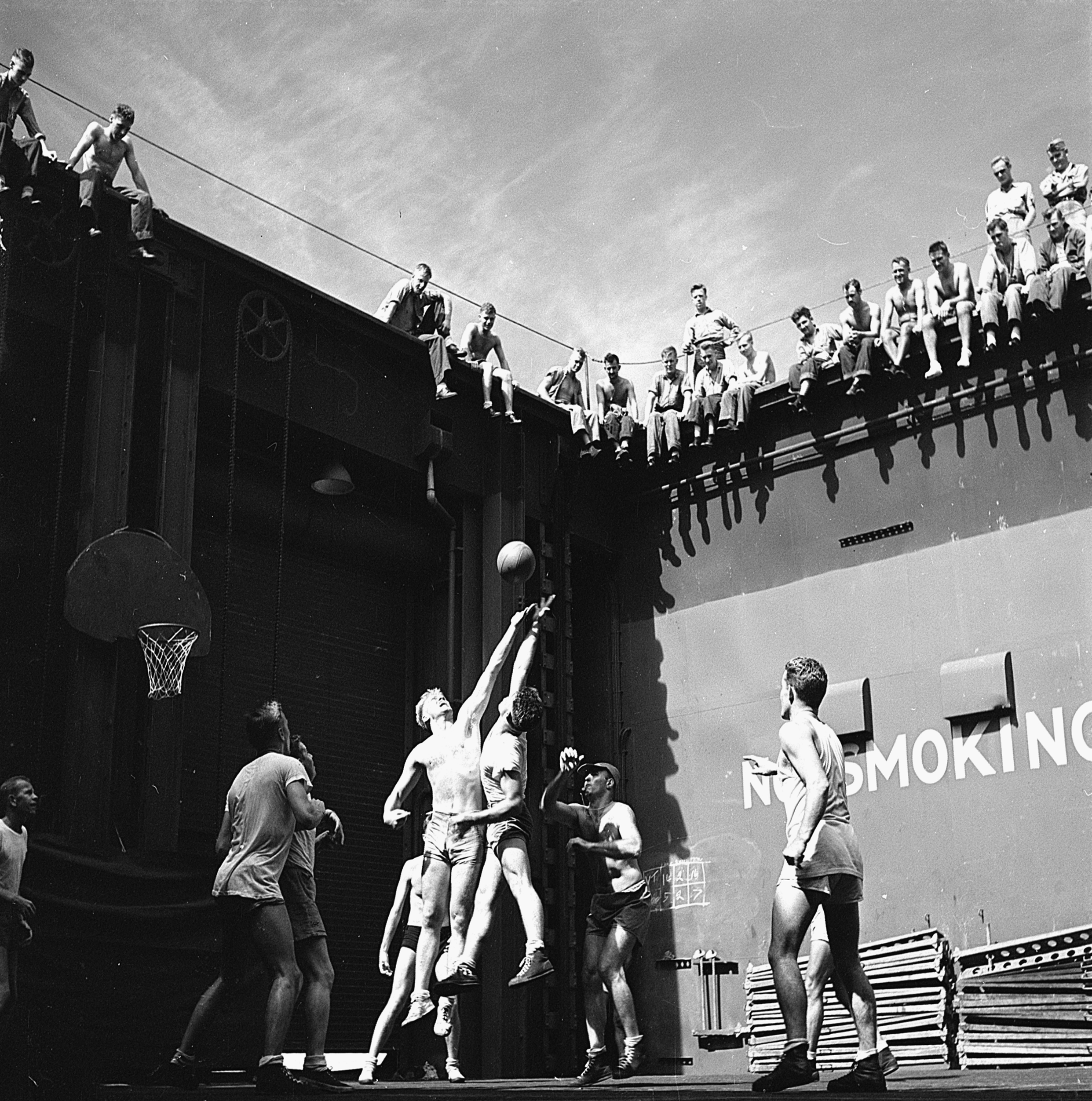
Gerald Ford wyskakujący do piłki z lewej strony zdjęcia, USS „Monterey”, 1944

Na pokładzie miotanego przez fale lotniskowca zaczęły urywać się liny zabezpieczające samoloty, które wpadając na siebie dziurawiły zbiorniki paliwa. Na okręcie wybuchł pożar, który zniszczył 18 samolotów. Z pożarami na okręcie walczyła między innymi grupa przeciwpożarowa dowodzona przez przyszłego prezydenta Stanów Zjednoczonych Geralda Forda, który służył na lotniskowcu jako oficer artylerii i asystent nawigatora. Tego dnia, bez jednego wystrzału flota straciła 146 samolotów, trzy okręty i około ośmiuset marynarzy. W celu dokonania napraw „Monterey” udał się do stoczni Bremerton, do której przybył w styczniu 1945 roku. Po niezbędnych naprawach, w kwietniu lotniskowiec powrócił na ocean i dołączył do Task Group 58. W dniach od 9 maja do 1 czerwca 1945 roku wspierał lądowanie na Okinawie. Samoloty z lotniskowca dokonywały uderzeń na Wyspy Nansei i Kiusiu. Będąc w ramach Task Group 38 samoloty z lotniskowca w dniach od 1 lipca do 15 sierpnia atakowały cele na Honsiu i Hokkaido. Po zakończeniu wojny lotniskowiec zabrał 7 września 1945 roku z Tokio powracających do domu żołnierzy, z którymi przybył do Nowego Jorku 17 października. W ramach operacji „Magic Carpet” okręt wykonał kilka rejsów pomiędzy Neapolem a Norfolk w Wirginii. 11 lutego 1947 roku lotniskowiec został wycofany ze służby i przeniesiony do Atlantyckiej Floty Rezerwowej. Jednak już 15 września 1950 roku okręt został przywrócony do aktywnej służby. W ramach przeglądu technicznego wyłączono z eksploatacji dwa kotły, zmniejszając tym samym prędkość maksymalną jednostki do 20 węzłów. 3 stycznia 1951 roku „Monterey” opuścił Norfolk i popłynął do Pensacoli na Florydzie, gdzie został wcielony do Dowództwa Szkolenia Morskiego (Naval Training Command), w którym służył przez kolejne cztery lata. W dniach 1–11 października 1954 roku okręt brał udział w akcji ratowania ofiar powodzi w Hondurasie. 9 czerwca 1955 roku „Monterey” opuścił Florydę i powrócił do Filadelfii, wracając tym samym do Atlantyckiej Floty Rezerwowej. 16 stycznia 1956 roku ponownie wycofany ze służby, 15 maja 1959 roku przeklasyfikowany na pomocniczy transportowiec lotniczy (AVT-2). 1 czerwca 1970 roku ostatecznie skreślony z listy floty i sprzedany na złom.
Okręt za swoją służbę podczas II wojny światowej został udekorowany jedenastoma odznaczeniami battle star.